# Lindesnes fyr
Lindesnes fyr er Norges ældste og sydligste fyr beliggende helt på sydspidsen af halvøen Lindesnes i Lindesnes kommune i Agder fylke. Det har eksisteret siden 1920, men der har været fyrdrift på stedet siden 1656, hvor kong Frederik 3. gav påbud om herom. Fyret fungerer som et anduvningsfyr samt som et ledefyr, der sammen med en lanterne på Lindesnes' nordøst-pynt viser sejlrenden mellem Utvår og Gjeslingene. I dag er der indrettet et museum i fyret og i en separat bygning tæt på.

## Middelalderen
Her ved Norges sydspids mødtes den vigtige kystlinjer med de oversøiske forbindelser. De fleste sejlskibe som skulle sejle ind og ud af Skagerrak søgte op til den norske kyst. Her kunne de trods alt blive lodset sikkert i havn og dermed undgå at blive tvunget mod land. Den danske side var uden naturlige havne hvor man kunne søge tilflugt mod vejr og vind, stednavnet Jammerbugt fortæller sit. I På slutningen af 1500-tallet omtaler den norske præst og historikeren Peder Claussøn Friis, Lindesnes som "det næs som alle søfarende folk kender", blandt andet fordi de ud fra denne landkenning kunne sætte deres kurs videre langs kysten.
Men farvandet omkring Lindesnes var frygtet, og det med god grund. Her mødes to have: Skagerrak og Nordsøen. Kraftige vinde og havstrømme har blæst mange skibe på grund i dette område, og strækningen mellem Lindesnes og Lista er af søfartshistorikerne ofte omtalt som "et klassisk forlisdistrikt".

## 1600-tallet
Det var derfor ingen tilfældighed at Norges første fyr blev tændt på Lindesnes. Men der var mange problemer i begyndelsen.
Det var den danske konge Frederik III som 18. juli 1655 udstedte en formaning som gav Pouell Hansønn i Kristiansand privilegium til at etablere fyrdrift på Lindesnes. Driften skulle finansieres ved at beskatte alle skibsanløb i havnene mellem Bergen og Båhuslen.
Men det var dårlig vejr om sommeren 1655. De tre skibe som blev sendt ud med materialer og udstyr fra Kristiansand brugte mere end 7 uger på turen til Lindesnes. Og skibet som skulle hente kul fra England, kom overhovedet ikke frem. Der blev derfor rejst et tre etagers tårn af træ, hvor der blev placeret 30 blafrende talglys bag nogle blyglasvinduer. Det kan ikke have været et velfungerende fyrlys, og klagerne lod ikke vente på sig. Selvom kulfyret efterhånden kom i drift, så kongen sig alligevel nødsaget til at befale fyret slukket allerede næste sommer.

## 1700-tallet
Først 69 år senere, blev fyrdriften på Lindesnes genoptaget. Nu var det en forretningsmand som fik privilegiet for fyrdriften, nemlig Jørgen Michelsen Bornholm. Han var lidenskabelig optaget af kort og navigation og drev blandt andet et saltværk i Vestfold. Nu blev det bestemt at der skulle være to kulblus: Et på selve næsset og et på Markøy fyr, lidt længere mod vest. Dette var for at undgå en forveksling mellem Lindesnes og fyret på Skagens Odde! De to blusser blev begge tændt 1. februar 1725. Både på Lindesnes og Markøy bestod fyrene kun af en åben fyrgryde med kul som var placereret direkte på fjeldet.

## 1800-tallet
I 1822 blev begge blus ombygget til et lukket kulblusfyr. Det vil sige at fyrgryden blev placeret inde i et lukket lygterum på toppen af et muret fundament med trækkanaler som skulle sikre en jævnere og en mere økonomisk brænding. Røgen blev sluppet ud i et aftræk i toppen af lygten. Det er fundamentet til disse lukkede kulblusfyr som fortsat er bevaret, både på Lindesnes og Markøy. Fyret på Markøy blev nedlagt i 1844 og i 1854 blev fyret på Lindesnes ombygget. En første ordens linse blev installeret på toppen af det gamle kulblus. Lyskilden var en moderne vægekebrænder (petroleum).

## 1900-tallet
I 1915 blev linsen flyttet over i et nyt støbejernstårn. Det blev bygget et nyt maskinhus i 1920 og monteret et tågeanlæg (tågesirene). Med andre ord fik Lindesnes fyrstation i 1920 den udformning som stationen har i dag.
Under 2. verdenskrig okkuperede tyskerne fyret og byggede store bunkere, batterier og utallige rum og gange i fjeldet under fyret. Det var vigtig for tyskerne at have kontrol over fyrene for at kunne sikre navigationen for de tyske fartøjer og for å vildlede fjenden. En stor del af fjeldanlægget er siden 1992 restaureret og tilgængelig for publikum. Noget af det benyttes til udstillingslokaler.
Lindesnes fyr har haft fast bemanding frem til 2003, men der er alligevel en fyrvogter på vagt 24 timer i døgnet. Lindesnes fyr er dermed det eneste norske fyr med fyrvogtere. I 1992 blev der oprettet en egen stiftelse som har ansvaret for bevaring og tilrettelægning af fyrstationen for besøgende. I 2000 blev Lindesnes fyr valgt til Vest-Agders Tusindårssted og som en følge af dette blev der bygget et nyt formidlingsanlæg inde i fjeldet under fyrstationen. Bygningen åbnede i sommeren 2003. Siden sommeren 2008 har Lindesnes fyrmuseum indgået som et af fire museer i Kystverkets etatsmuseum: "Kystverkmusea". Lindesnes fyr har koordinatorrollen i dette samarbejde og de andre museer som indgår er: Tungenes fyr og Dalsfjord fyrmuseum, der har som hovedopgave at dokumentere og formidle den sociale historie om dem som har været med til at bygge fyr, lygter, mærker, fortøjningssteder og havne langs den norske kyst. Museet ligger i Dravlaus i Volda.

## Turisme
Fyret er et af Vest-Agders mest besøgte steder efter Dyreparken og det 4 000 kvadratmeter stort badeanlæg Sørlandsbadet i Lyngdal. Årligt besøger omkring 80.000 mennesker fyret. I 2004 blev Norges første fyrmuseum åbnet ved Lindesnes fyr.

## Fyret i dag
Staten ved Kystverket ejer fortsat Lindesnes fyrstation, mens det er "Stiftelsen Lindesnes Fyrmuseum" som står for den daglige drift. I 2004 stod det tidligere Vest-Agder fylkes tusindårssted "Fjellhallen" færdig. Den er bygget ind i fjeldet under fyrstationen. Hallen bliver brugt til koncerter, begivenheder og arrangementer i kommunen samt filmfremvisning af historien om fyret og fyrtårne i Norge gennem hele turistsæsonen. I Fjellhallen findes en museumsbutik og flere udstillinger i fyrets bygninger og i nogle af hulerne som tyskerne efterlod sig i 1945. Museet modtager grupper året rundt. Lindesnes fyr har åbent hele sommersæsonen og er ellers åbent hver søndag.

## Galleri
- Assistentboligen og fyrvogternes udhus
- Maskinrummet til tågehornet
- Detalje af fyrlinsen set indefra
- Detalje af fyret
- Fyrtårnet
- Støbejern fyr set fra øst
- Lindesnes Fyr: Set fra vestsiden
- Fyret er 50 meter højt over havets overflade
- Linsen udefra
- Højt synligt støbejernskonstruktion med indvendig trappe
- Linsen på fyret ses indefra
- Linse drev med transmission til fyret
- Udsigt fra det nuværende fyr på underbygningen af det tidligere fyrtårn
- Vestlig udsigt kysten og bunkers
- Lindesnes Fjellhallen (Millenium-Fjellhallen 2000-2004) til venstre og museum til højre
- Pax-Stien-monumentet til fred og helligelse af ofrene for nedlæggelsen af den frie Palatia 1942 foran Cape Lindesnes